# Paris–Roubaix 1932

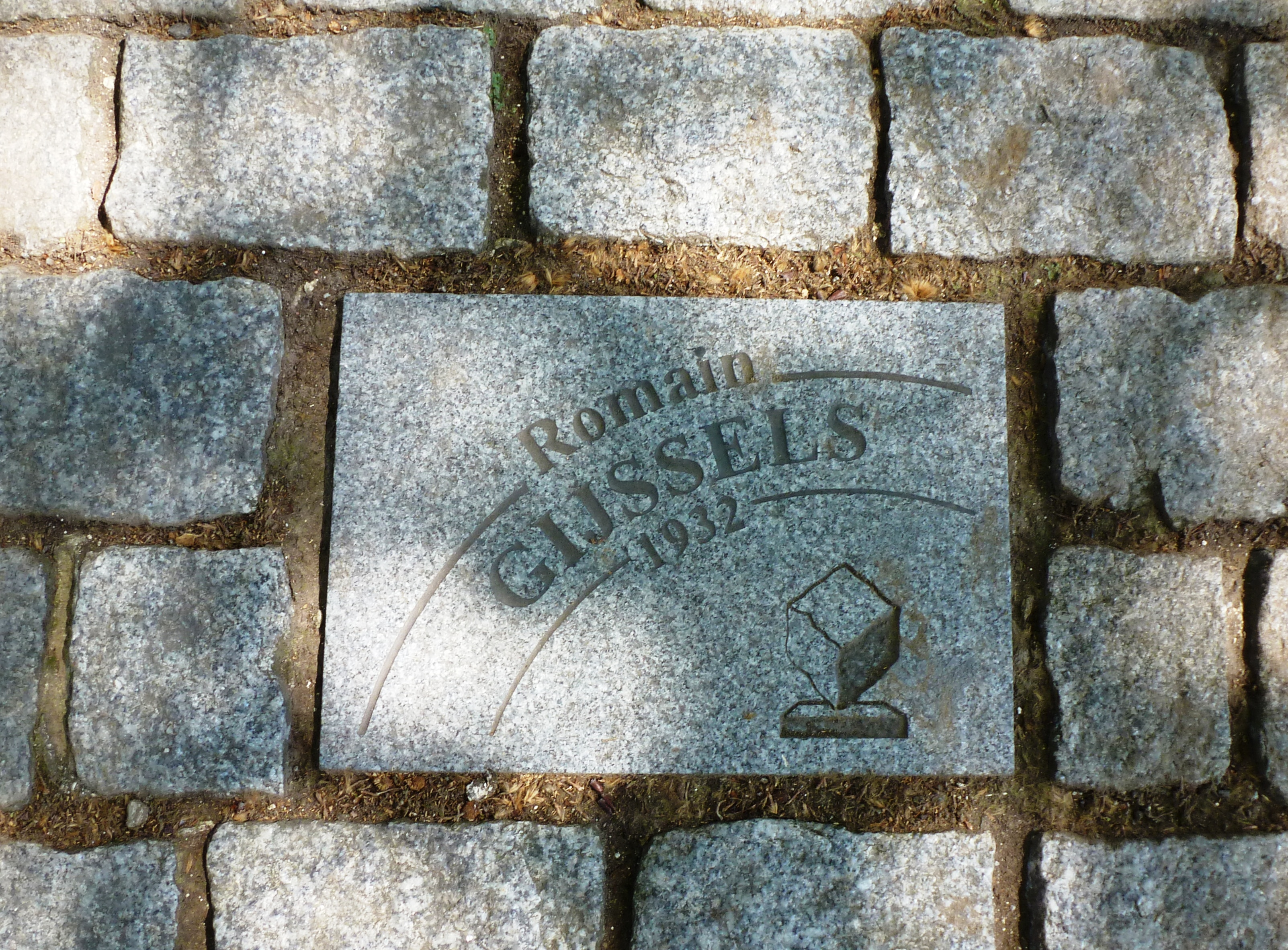
Pflasterstein für Romain Gijssels auf der Avenue Charles Crupelandt in Roubaix

Das Eintagesrennen Paris–Roubaix 1932 war die 33. Austragung des Radsportklassikers und fand am Sonntag, den 27. März 1932, statt.
Das Rennen ging von Argenteuil aus über 255 Kilometer. 129 Rennfahrer starteten, von denen sich 69 platzieren konnten. Der Sieger Romain Gijssels absolvierte das Rennen mit einer Durchschnittsgeschwindigkeit von 37,32 km/h.
Herbert Sieronski befand sich allein vorne, als vier belgische Fahrer zu ihm aufschlossen: Romain Gijssels, Jean Aerts, Alfons Schepers und Georges Ronsse. Gemeinsam erreichten diese fünf die Avenue des Villas in Roubaix und sprinteten ins Ziel. Aufgrund einer für damals großen Übersetzung (47:17) gelang es Gijssels, Ronsse zu überholen. Die Kommissäre benötigten fünf Minuten, bevor die richtige Reihenfolge feststand. Gijssels hatte kurz zuvor die Flandern-Rundfahrt gewonnen und entschied einige Monate später Bordeaux–Paris für sich.
Sieronski wurde Dritter – als einziger Nicht-Belgier unter den ersten zehn – und war damit nach dem Sieger von 1896, Josef Fischer, der zweite Deutsche auf dem Podium. Weitere Deutsche waren unter anderem Hermann Buse (21.), Kurt Stöpel (28.), Ludwig Geyer (39.) und Willy Kutschbach (40.). Mit Walter Blattmann (34.) platzierte sich auch ein Schweizer.